# 고잔고등학교
고잔고등학교(古棧高等學校)는 대한민국 경기도 안산시 단원구 고잔동에 있는 공립 고등학교이다.

## 학교 연혁
- 2001년 1월 5일 : 고잔고등학교 설립인가(36학급)
- 2001년 3월 1일 : 개교, 초대 조성준 교장 취임
- 2001년 3월 5일 : 제1회 입학식(12학급)
- 2016년 5월 2일 : 과학중점학교 선정(2017년 ~ 2021년)
- 2022년 3월 1일 : 경기도형 과학중점학교 전환 운영
- 2024년 1월 5일 : 제21회 졸업장 수여식(290명, 연 10,693명)
- 2024년 3월 1일 : 제7대 박상구 교장 취임
- 2024년 3월 4일 : 제24회 입학식(282명 11학급, 특수학급 1학급)

## 참고 자료
- 고잔고등학교 - 한국교육학술정보원 학교알리미